# Huy chương Mary Clark Thompson
Huy chương Mary Clark Thompson là một giải thưởng của Viện hàn lâm Khoa học quốc gia Hoa Kỳ dành cho "công trình nghiên cứu địa chất học và cổ sinh vật học quan trọng".
Huy chương được đặt theo tên Mary Clark Thompson, quả phụ của Frederick Ferris Thompson - người đã cúng vốn để lập ra giải thưởng này – và được trao 3 năm một lần, từ năm 1921.

## Các người đoạt Huy chương
- 2015: Susan M. Kidwell
- 2012: Andrew H. Knoll
- 2009: Alfred G. Fischer
- 2006: Steven M. Stanley
- 2003: Frederik J. Hilgen
- 1999: Jan Smit
- 1995: David L. Jones
- 1990: Harry B. Whittington
- 1986: J. William Schopf
- 1982: W. A. Berggren
- 1976: James M. Schopf
- 1973: Hollis D. Hedberg
- 1970: Raymond C. Moore
- 1967: Wendell P. Woodring
- 1964: Milton N. Bramlette
- 1961: Norman D. Newell
- 1958: Roman Kozłowski
- 1957: G. Arthur Cooper
- 1954: Alfred S. Romer
- 1952: Lloyd W. Stephenson
- 1949: Lauge Koch
- 1948: Frank H. McLearn
- 1946: John Bernard Reeside, Jr.
- 1945: Thomas W. Vaughan
- 1944: William Joscelyn Arkell
- 1943: George G. Simpson
- 1942: Edward W. Berry và Arthur S. Woodward
- 1941: David M. Watson
- 1936: Amadeus William Grabau
- 1934: Charles Schuchert
- 1932: Francis A. Bather
- 1931: David White
- 1930: William B. Scott và Edward Oscar Ulrich
- 1928: James P. Smith
- 1925: John M. Clarke
- 1923: Emmanuel de Margerie
- 1921: Charles Doolittle Walcott